# Municipio de Newton (Kansas)
El municipio de Newton (en inglés: Newton Township) es un municipio ubicado en el condado de Harvey en el estado estadounidense de Kansas. En el año 2010 tenía una población de 2130 habitantes y una densidad poblacional de 32,84 personas por km².

## Geografía
El municipio de Newton se encuentra ubicado en las coordenadas 38°2′47″N 97°18′32″O / 38.04639, -97.30889. Según la Oficina del Censo de los Estados Unidos, el municipio tiene una superficie total de 64.87 km², de la cual 64,82 km² corresponden a tierra firme y (0,07 %) 0,05 km² es agua.

## Demografía
Según el censo de 2010, había 2130 personas residiendo en el municipio de Newton. La densidad de población era de 32,84 hab./km². De los 2130 habitantes, el municipio de Newton estaba compuesto por el 94,93 % blancos, el 1,17 % eran afroamericanos, el 0,52 % eran amerindios, el 0,99 % eran asiáticos, el 0,99 % eran de otras razas y el 1,41 % eran de una mezcla de razas. Del total de la población el 4,46 % eran hispanos o latinos de cualquier raza.